# Chiesa dei Santi Tiburzio e Susanna (Monte San Savino)
La chiesa dei Santi Tiburzio e Susanna è un luogo di culto cattolico che si trova in località Gargonza, comune di Monte San Savino, provincia di Arezzo, diocesi di Arezzo-Cortona-Sansepolcro.

## Descrizione
La piccola chiesa, posta all'interno della cerchia murata del castello, risale al XIII secolo ed è stata in gran parte restaurata nel 1928 da Giuseppe Castellucci. Architettonicamente si presenta come una piccola chiesa con pianta rettangolare e piccola abside, la facciata è del tipo a capanna, interamente in pietra e caratterizzata da una piccola bifora al di sopra del portale di ingresso.
Degna di interesse è la lunetta in terracotta che sormonta il portale, raffigurante la Madonna con Bambino ed Angeli, attribuibile a scultore toscano affine al Rossellino.
All'interno, un affresco con la Vergine tra i Santi Antonio abate e Bernardo di scuola aretina, datato 1483, e una Madonna del Rosario di Orazio Porta, dipinta probabilmente nel 1582-1583.